# ماجراهای گامبا
ماجراهای گامبا (ژاپنی: ガンバの冒険 هپبورن: Gamba no Bouken) یک مجموعه تلویزیونی انیمه ژاپنی در ژانر ماجراجویی و به کارگردانی اوسامو دزاکی است. این مجموعه به تعداد ۲۶ قسمت از ۷ آوریل ۱۹۷۵ تا ۲۹ سپتامبر ۱۹۷۵ از نیپون تلویژن پخش شده است.
در سپتامبر ۱۹۹۱ نسخه سینمایی و مارس ۲۰۰۳ نسخه بازی این انیمه نیز منتشر شده است.